# 나카고라역
나카고라역(일본어: 中強羅駅)은 일본 가나가와현 아시가라시모군 하코네정에 위치한 하코네 등산 철도 강삭선의 역이다. 역 번호는 OH 60이다.

## 역 구조
상대식 승강장 2면 1선의 지상역이다. 급경사 진 곳이지만 승강장은 계단형이 아닌 슬로프이다. 선로 양쪽에 플랫폼이 있어 정차한 케이블 카는 양쪽 문을 연다.
무인역이자 자동 매표기가 없어 승차역 증명서 발권기가 설치되어 있다.
하코네 등산 철도의 표시 간판이나 팜플렛에서는 각 역의 표고가 제시되어 있고 예전에 668m로 표기되었으나 2013년 재고 조사에서 654m로 정정되었다.

## 역 주변
역 부근에 여관과 호텔, 휴양소 등이 많이 늘어서 있다.
- 기슈 철도 하코네 고라 호텔
- 도쿄도 신주쿠구립 나카고라 구민 휴양소

## 역사
- 1921년 12월 1일: 영업 개시.
- 1944년 2월 11일: 불요불급선으로 영업 정지.
- 1950년 7월 1일: 영업 재개.

## 인접역
| 하코네 등산 철도 강삭선  | 하코네 등산 철도 강삭선 | 하코네 등산 철도 강삭선    |
| ------------------------ | ----------------------- | -------------------------- |
| OH 59 고엔카미 고라 방면 |                         | 가미고라 OH 61 소운잔 방면 |